# Slater (Missouri)
Slater és una població dels Estats Units a l'estat de Missouri. Segons el cens del 2000 tenia 2.083 habitants.

## Demografia
Segons el cens del 2000, Slater tenia 2.083 habitants, 895 habitatges, i 539 famílies. La densitat de població era de 554,7 habitants per km².
Dels 895 habitatges en un 28% hi vivien nens de menys de 18 anys, en un 42,9% hi vivien parelles casades, en un 12,5% dones solteres, i en un 39,7% no eren unitats familiars. En el 36,5% dels habitatges hi vivien persones soles el 21,9% de les quals corresponia a persones de 65 anys o més que vivien soles. El nombre mitjà de persones vivint en cada habitatge era de 2,26 i el nombre mitjà de persones que vivien en cada família era de 2,88.
Per edats la població es repartia de la següent manera: un 23,2% tenia menys de 18 anys, un 9,6% entre 18 i 24, un 25,1% entre 25 i 44, un 20,2% de 45 a 60 i un 21,9% 65 anys o més.
L'edat mediana era de 40 anys. Per cada 100 dones de 18 o més anys hi havia 86 homes.
La renda mediana per habitatge era de 25.270 $ i la renda mediana per família de 36.281 $. Els homes tenien una renda mediana de 25.969 $ mentre que les dones 18.526 $. La renda per capita de la població era de 12.863 $. Entorn del 13,5% de les famílies i el 18,2% de la població estaven per davall del llindar de pobresa.

## Poblacions més properes
El següent diagrama mostra les poblacions més properes.